# Platja de Baltar
La platja de Baltar, també coneguda com a platja de Portonovo, és una platja de la localitat de Portonovo, al municipi de Sanxenxo, a la província de Pontevedra. Té la distinció de Bandera blava.
Té unes dunes característiques formades pel vent. S'estén des del Peirao do Chasco fins a la punta d'O Vicaño, que separa la platja de Baltar de la de Silgar. A la platja es troba el Club Nàutic de Portonovo.